# Joël Pommerat
Joël Pommerat, född 28 februari 1963 i Roanne i departementet Loire, är en fransk dramatiker och teaterregissör.

## Biografi
Joël Pommerat lämnade skolan i förtid och som 19-åring fick han anställning som skådespelare vid Théâtre de la Mascara i Aisne. 1990 grundade han sin egen teatergrupp Compagnie Louis Brouillard. Med denna grupp debuterade han samma år både som dramatiker och regissör med monologen Le Chemin de Dakar. Gruppen har turnerat såväl runt Europa som i USA och har bjudits in till Avignonfestivalen två gånger, 2007 och 2008. 2007 vann Pommerat festivalens Grand Prix för bästa pjäs med Les Marchands, vilket blev hans stora genombrott. 2007 bjöds Pommerat in av Peter Brook att under tre år fungera som artist-in-residence vid Théâtre des Bouffes-du-Nord i Paris. 2010 utsågs han till artist-in-residence både på Théâtre de l'Odéon i Paris och Théâtre national de Belgique i Bryssel. Bland priser han tilldelats kan nämnas Molièrepriset 2010 och 2016 samt de franska teaterkritikernas pris 2011 och 2013. 2016 erhöll han det europeiska teaterpriset Premio Europa New Theatrical Realities.
För Joël Pommerat råder det symbios mellan skrivandet och regisserandet och han ser sig som en auteur för scenen. Pjäserna är ofta collageartade. Hans regi utmärker sig genom sitt visuellt starka, nästan filmiska, och förtätade formspråk. Med genomarbetad ljuddesign och skulpturalt ljus skapar han förhöjd, drömlik och poetisk stämning. Ett exempel på detta är hans uppsättning av sin pjäs Cette enfant i Paris, 2014.
2004 gästspelade Compagnie Louis Brouillard med Joël Pommerats Au monde på Dramaten och 2013 gästspelade man med hans La Réunification des deux Corées på Folkteatern i Göteborg.

## Verk
- 1990 : Le Chemin de Dakar, monolog, Théâtre Clavel
- 1991 : Le Théâtre, Théâtre de la Main d’Or
- 1993 : Des suées, Théâtre de la Main d’Or
- 1993 : Vingt-cinq années de littérature de Léon Talkoi, Théâtre de la Main d’Or
- 1994 : Les Événements, Théâtre de la Main d’Or
- 1995 : Pôles, Théâtre des Fédérés, Montluçon
- 1997 : Treize Étroites Têtes, Théâtre des Fédérés, Montluçon
- 2000 : Mon ami, Théâtre Paris-Villette
- 2002 : Grâce à mes yeux, Théâtre Paris-Villette
- 2003 : Qu’est-ce qu’on a fait ?, Centre dramatique national de Caen
- 2004 : Au monde, skapad vid Théâtre national de Strasbourg
- 2004 : Le Petit Chaperon rouge, Espace Jules Verne, Théâtre de Brétigny, scène conventionnée du Val d'Orge
- 2005 : D'une seule main, skapad vid Centre Dramatique National de Thionville
- 2006 : Cet enfant, återskapande av Qu'est-ce qu'on a fait ?, Théâtre Paris-Villette
- 2006 : Les Marchands, skapad vid Théâtre national de Strasbourg
- 2007 : Je tremble (1), Théâtre Charles-Dullin, scène nationale de Chambéry
- 2008 : Pinocchio efter Carlo Collodi, Odéon-Théâtre de l'Europe Ateliers Berthier
- 2008 : Je tremble (1 et 2), Festival d'Avignon
- 2010 : Cercles / Fictions, Théâtre des Bouffes du Nord
- 2011 : Ma chambre froide, Odéon-Théâtre de l'Europe Ateliers Berthier
- 2011 : Thanks to my Eyes, opera av Oscar Bianchi (en), text och regi Joël Pommerat efter pjäsen Grâce à mes yeux, Festival d’Aix-en-Provence
- 2011 : Cendrillon, Théâtre national de Belgique à Bruxelles
- 2011 : La Grande et Fabuleuse Histoire du commerce, Comédie de Béthune
- 2013 : La Réunification des deux Corées, Odéon-Théâtre de l'Europe Ateliers Berthier
- 2014 : Une année sans été, text av Catherine Anne, regi Joël Pommerat, L'Hippodrome, scène nationale de Douai
- 2014 : Au monde, opera av Philippe Boesmans, text och regi Joël Pommerat efter pjäsen Au monde, Théâtre de la Monnaie
- 2015 : Ça ira (1) Fin de Louis, Le Manège-Mons puis Théâtre Nanterre-Amandiers
- 2017 : Pinocchio, opera av Philippe Boesmans, text och regi Joël Pommerat efter pjäsen Pinocchio, Festival d'Aix-en-Provence